# Дик (собака)
Дик — собака породы шотландский колли, участник Великой Отечественной войны. Дик участвовал в разминировании Ленинграда, Сталинграда, Лисичанска и Праги. Главный подвиг Дик совершил в Павловске. Всего собака сумела обнаружить более 12 000 вражеских мин.
О собаке не раз упоминали в своих книгах Б. В. Бычевский, начальник инженерных войск Ленинградского фронта, П. А. Заводчиков, Б. С. Рябинин.

## Биография
В августе 1941 года передан владельцами в армию. Вожатыми Дика были: ст. сержант Кириллов, сержант П. А. Барабанщиков. Дик был обучен службам связи, санитарной службе. В 1943 году пёс в месячный срок постиг минно-розыскную службу. Она и стала его основной до конца войны и после — до 1948 года. В Луге на центральной улице города в подвале сгоревшего дома Дик нашел 2-тонный заряд, установленный как мина замедленного действия. Пёс помог спасти Павловский дворец под Ленинградом, обнаружив мину с часовым механизмом в фундаменте за час до взрыва. Одна из самых известных собак. Дик умер от старости, до конца жизни оставался в воинской части и был похоронен в Павловске с воинскими почестями.